# Хехбек
Хехбек (њем. Höhbeck) општина је у њемачкој савезној држави Доња Саксонија. Једно је од 27 општинских средишта округа Лихов-Даненберг. Према процјени из 2010. у општини је живјело 689 становника. Посједује регионалну шифру (AGS) 3354010.

## Географски и демографски подаци
Хехбек се налази у савезној држави Доња Саксонија у округу Лихов-Даненберг. Општина се налази на надморској висини од 16–76 метара. Површина општине износи 19,4 km². У самом мјесту је, према процјени из 2010. године, живјело 689 становника. Просјечна густина становништва износи 36 становника/km².